# História da espectroscopia

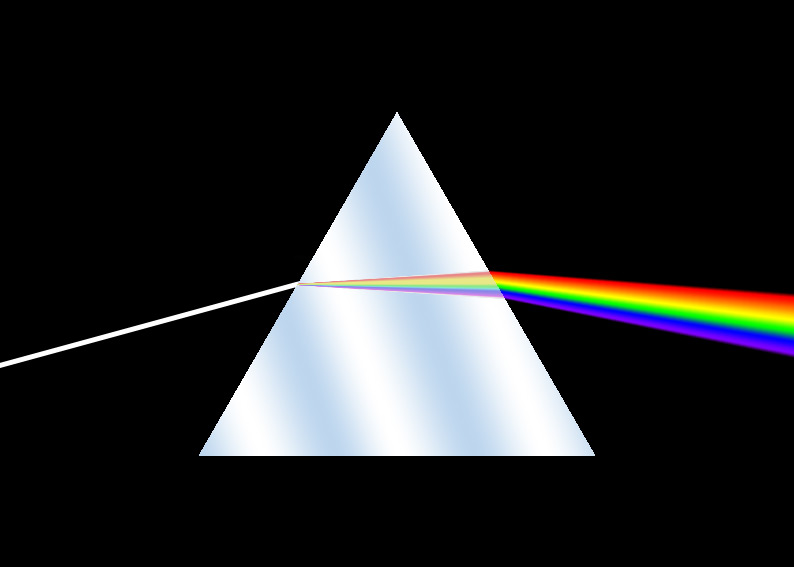
A luz é decomposta nos seus comprimentos de onda ao atravessar um prisma, como o que está na imagem. Esse efeito é chamado de dispersão da luz.

A história da espectroscopia começou com as experiências ópticas de Isaac Newton (1643–1727). Embora já se soubesse que a luz solar pode ser decomposta nas cores do arco-íris desde a antiguidade, foi Newton quem, pela primeira vez, no ano de 1665-1666 (século XVII), descreveu adequadamente o fenômeno da decomposição da luz por um prisma. Newton usou o termo espectro para descrever as cores do arco-íris que se revelam a partir da decomposição da luz branca ao atravessar um prisma. As experiências de Newton foram fundamentais para o aparecimento da espectroscopia, inaugurando uma nova área na ciência.
No início do século XIX, Joseph von Fraunhofer fez avanços experimentais com espectrômetros dispersivos, permitindo o desenvolvimento de uma maior técnica científica e resultados quantitativos. Desde então, a espectroscopia desempenha um papel fundamental na química, física e astronomia.

## Origens
Os romanos já estavam familiarizados com a capacidade de um prisma produzir um arco-íris de cores. Newton estudou este fenômeno de forma sistemática durante as suas experiências com óptica, estabelecendo no seu livro Opticks o conceito de dispersão de luz. Ele demonstrou que a luz branca pode ser dividida em infinitas cores, por meio de um prisma. Ele também mostrou que o prisma não cria as cores, mas separa as partes constituintes da luz branca. A teoria corpuscular da luz de Newton foi gradualmente substituída pela teoria das ondas. Durante o século XIX, a medição quantitativa de luz dispersa foi reconhecida e padronizada. Experiências subsequentes com prismas forneceram os primeiros indícios de que os espectros são associados com componentes químicos específicos. Cientistas observaram a emissão de padrões distintos de cor quando determinados sais eram adicionados a chamas de álcool.

## Desenvolvimentos experimentais
Joseph von Fraunhofer fez um avanço significativo, quando descobriu que um prisma poderia ser substituído por uma rede de difração para a dispersão da luz. Fraunhofer construiu as teorias de interferência de luz desenvolvidas por Thomas Young, François Arago e Augustin-Jean Fresnel. Conduziu as suas próprias experiências para demonstrar o efeito da passagem da luz por uma única fenda retangular, duas fendas, e assim por diante, eventualmente desenvolvendo um meio de espaçar milhares de fendas para formar uma rede de difração. A interferência obtida por uma rede de difração produz uma resolução espectral maior do que a de um prisma e permite que os comprimentos de onda dispersos sejam quantificados. O estabelecimento por Fraunhofer de uma escala de comprimento de onda quantificada abriu caminho para a correspondência dos espectros observados em vários laboratórios, a partir de várias fontes (como chamas e a luz solar) e com diferentes instrumentos. Fraunhofer fez e publicou observações sistemáticas do espectro solar e das suas faixas escuras, determinando os seus comprimentos de onda. Estas ainda são conhecidas como linhas de Fraunhofer.

### Datas importantes
- 1665 - I. Newton: experiências de dispersão da luz (prisma)
- 1729 - 1760: Bouguer: a graduação da luz (fotometria)
- 1752 - Th. Melvill: estuda a chama de sódio (espectro de emissão)
- 1777 - Scheele: reações químicas e espectro de radiação
- 1800 - W. Herschel: descobre a região espectral do infravermelho (IR)
- 1801 - J.W. Ritter: da radiação ultravioleta (no AgCl)
- 1802 - Th. Young: fenômeno de interferência. Calculou os valores dos comprimentos de onda (λ) das cores reconhecidas por Newton.
- 1802 - W. Wollaston: estudos da difração da luz (fenda)
- 1811 – Arago: fenômeno da polarização rotatória.
- 1814 - J. Fraunhofer: observação de espectros de estrelas.
- 1822 - J. Herschel: espectro visível de chamas
- 1834 - Talbot: identificação dos corpos mediante seus espectros
- 1836 - J. Herschel: dispositivo para medir brilhos estrelares
- 1842 - C. Doppler e Fizeau 1848: Variação do comprimento de onda (λ) para uma fonte em movimento
- 1849: Foucault: absorção ressonante num meio emissor
- 1853 - A. Beer: relação entre absorção da luz e a concentração do meio
- 1856 - Meyerstein: primeiro espectroscópio moderno de prismas
- 1859 - G.R. Kirchhoff propoe a teoria de absorção e emissão da luz
- 1861 - G.R. Kirchhoff e R. Bunsen: espectros de metais alcalinos
- 1861 - W. Crookes identifica o tálio (linha espectral verde); P.J.C. Janssen observa a linha amarela do espectro solar que N. Lockyer, E. Frankland atribuíram ao hélio
- 1862 - G.G. Stokes: transparência do quartzo no UV
- 1863 - Mascart: absorção da radiação UV na atmosfera em 295 nm
- 1864 - W. Huggins e W. Miller: espectro de uma nebulosa
- 1868 - Huggins: mede o desvio para o vermelho da estrela Sirius; Jansen e Lockyer descobrem a linha do hélio no espectro solar